# Lejeunea magnoliae
Lejeunea magnoliae là một loài Rêu trong họ Lejeuneaceae. Loài này được Lindenb. & Gottsche mô tả khoa học đầu tiên năm 1847.